# Skyr

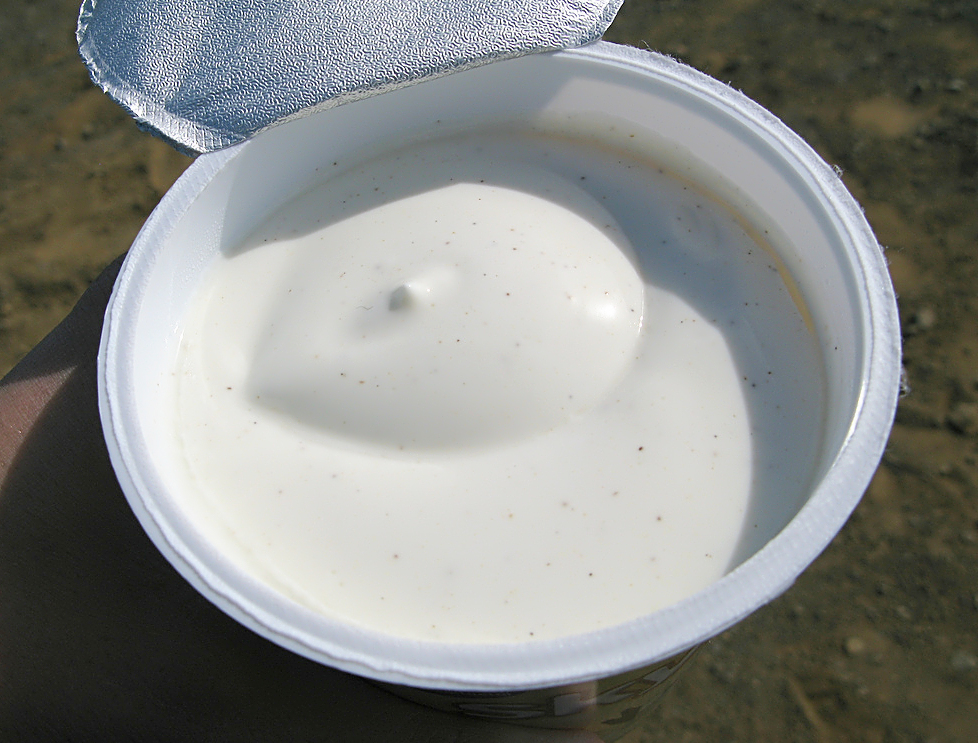
Skyr parfumé à la vanille.

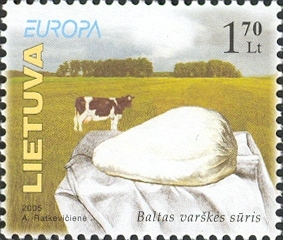
Exemple de caillé égoutté en sac de toile pour un produit lithuanien traditionnel analogue au skyr (varškės sūris soit littéralement « fromage blanc »).

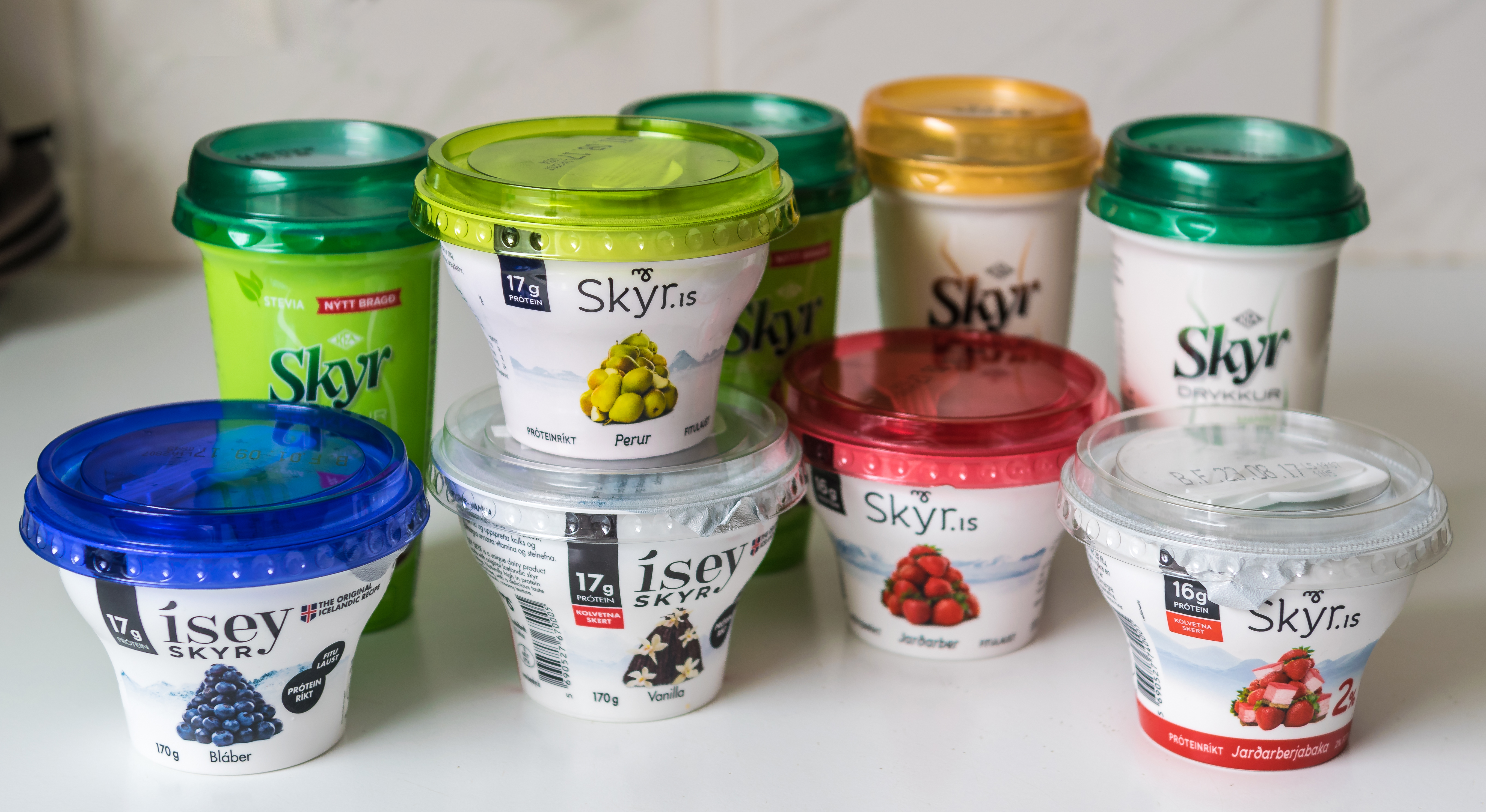
Pots de skyr de saveurs différentes.

Le skyr est un fromage frais à la saveur acide d'origine islandaise. Il ne fait pas l'objet d'une réglementation particulière dans la communauté européenne aussi les fabrications peuvent être assez différentes. Il est aujourd'hui fabriqué à partir de lait écrémé fermenté principalement avec des bactéries lactiques identiques à celles utilisées dans la fabrication des yaourts (ce qui lui confère une certaine parenté) puis égoutté. Il est considéré comme originaire de Norvège, apporté en Islande par les Vikings, mais seulement présent aujourd'hui dans la cuisine islandaise.

## Élaboration

### Promotion du skyr
Le skyr est un produit conforme à la dénomination française de « fromage » cependant les diverses promotions du skyr insistent sur le caractère exotique et diététique du produit aussi le skyr est généralement présenté comme une « spécialité laitière islandaise » bien que le skyr soit aujourd'hui fabriqué de façon industrielle dans tous les grands pays d'élevage laitier. Ce serait donc une spécialité laitière différente supérieure diététiquement au fromage blanc et au yaourt (voir par exemple). Il ne s'agit cependant que d'un argument de marketing.

### Fabrication traditionnelle
Le skyr est généralement fabriqué avec du lait écrémé chauffé ou pasteurisé de vache ou de brebis. Du skyr actif provenant des fabrications précédentes est ensuite ajouté pour amorcer la fermentation qui provoque l'acidification et on laisse coaguler le lait avec ou sans présure. Le caillé obtenu est ensuite filtré dans une toile de lin (étamine) pour séparer le petit-lait. Il faut 4 ou 5 l de lait écrémé pour fabriquer 1 kg de skyr. Le produit final a un pourcentage de matière sèche compris entre 17 et 20 % et un pH d'environ 3,9. On a aussi utilisé des tambours à tamis rotatif pour l'égouttage.
En Islande, le lactosérum acide était traditionnellement gardé comme boisson ou pour conserver des viandes.
Dans sa préparation traditionnelle, le skyr a un goût légèrement acide avec un arrière-goût sucré.

### Fabrication industrielle
Le skyr industriel est coagulé avec des cultures de Streptococcus thermophilus et Lactobacillus bulgaricus et de la présure, ce qui permet d'obtenir une coagulation plus rapide et un goût plus doux. L'égouttage traditionnel est généralement remplacé par l'ultrafiltration ; l'ultrafiltration à 1,4 ou 0,8 μm (Procédé Maubois, Mocqot, Vassal, 1969) est un procédé efficace et rapide qui permet de garder la totalité des protéines du lait au lieu des seules caséines. Cela amène à un taux de protéines supérieur à celui des fromages frais concurrents, argument abondamment utilisé par le marketing. Du skyr bio serait cependant produit en France en utilisant la technique du pressage en sacs de toile. Ce taux de protéines n'est cependant guère plus élevé que celui du petit-suisse qui a la particularité d'être égoutté très lentement dans son papier cylindrique spécial et malgré une fabrication à partir de lait crémeux.
Une consistance plus crémeuse et un aspect velouté peuvent être obtenus en rajoutant à l'ensemencement des levures telles que Geotrichum candidum naturellement présente dans le lait ou des bactéries telles que Lactococcus lactis subsp. cremoris (voir Viili). Le skyr peut être parfumé avec de la vanille (Yoplait, Danone, Siggi's de Lactalis) ou des baies comme le yaourt pour le rendre commercialement plus attractif. Les préparations sucrées à base de skyr sont très populaires en Islande.

## Consommation
Le skyr peut également être trouvé dans des magasins spécialisés des pays anglo-saxons et scandinaves mais aussi depuis la fin du XXe siècle au Canada,, en Suisse et en France en grande surface. Bien que sa composition dépende de la marque, on y trouve à peu près 12 % de protéines, 3 % de glucides et 0,5 % de graisse ; on y trouve aussi le calcium et les vitamines trouvés habituellement dans les produits laitiers.

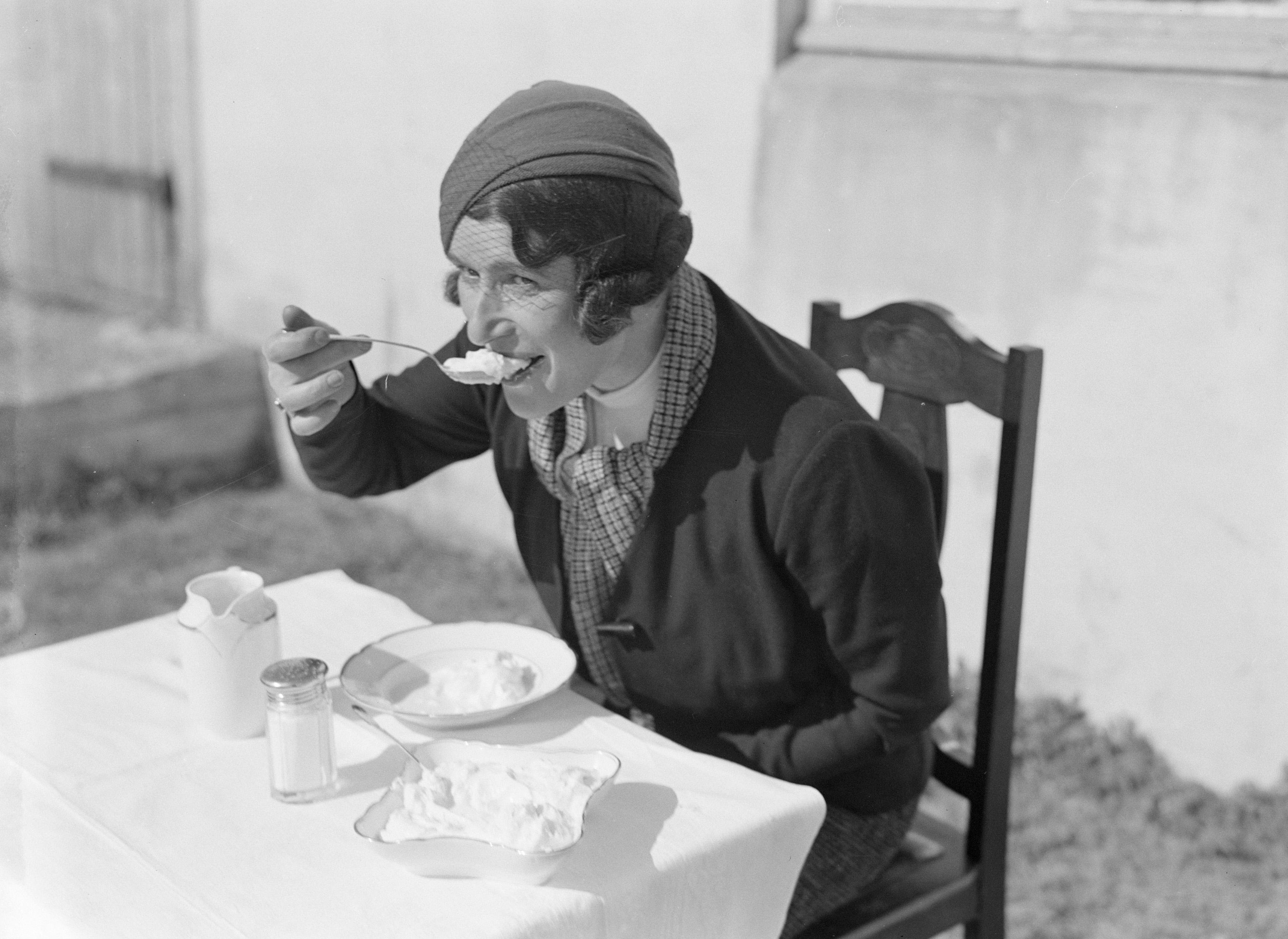
Consommation de skyr, 1934.

Le plat islandais hræringur (« remué ») est constitué pour moitiés de skyr et de porridge. On y ajoute communément de la confiture ou des fruits pour en faire un dessert ou des céréales pour le petit déjeuner. Les enfants l'apprécient souvent saupoudré de sucre. Il se conserve à température ambiante ce qui en fait une excellente nourriture de voyage.